# Mário Pereira (jornalista)
Mário Pereira (Porto Alegre, 21 de julho de 1947 — 21 de julho de 2014) foi um advogado e jornalista brasileiro.
Foi eleito membro da Academia Catarinense de Letras, em 20 de outubro de 2009. Da eleição também participaram o jornalista Olsen Júnior e o advogado Mário Osny Rosa.